# Aeroportul Weipa
Aeroportul Weipa (IATA: WEI, ICAO: YBWP) este un aeroport din Queensland, Australia ce deservește zona Weipa Airport⁠(d). Aeroportul a fost tranzitat în 2022 de 83.089 de pasageri.
Situat la o altitudine de 19 m, aeroportul dispune de o singură pistă. Este operat de Rio Tinto Group⁠(d).